# Бриксенское епископство
Епископство Бриксен — одно из суверенных территориальных княжеств Священной Римской империи, образованное в 1179 году и существовавшее до всеобщей секуляризации церковных владений в 1803 году, когда Бриксен был присоединён к Австрийской империи. Государство располагалось, главным образом, в Южном Тироле, хотя его владения в разные периоды истории простирались и на северную часть Тироля, а также на Каринтию и Фриули. Главой государства являлся князь-епископ Бриксена (современный Брессаноне в автономной провинции Больцано, Италия).

## Епископство Сабиона
Согласно легенде, в 350 году святой Кассиан основал в римском муниципии Сабиона (недалеко от современного Брессаноне) христианское епископство. Первым епископом Сабионы, о существовании которого сохранились летописные свидетельства, был некий Ингенуин, упомянутый под 580 годом. В это время Сабиона, по всей видимости, подчинялась патриарху Аквилеи и входила в состав Лангобардского королевства. С конца VI века на территорию Тироля проникают с севера бавары, а с востока — славяне. В отличие от баваров, последние достаточно долго, до VIII века, оставались приверженцами языческих культов, и одной из основных задач молодого епископства стало обращение в христианство славян долины реки Пустер. В VII веке Тироль вошёл в состав Баварского герцогства, а позднее — франкской империи Карла Великого. Присоединение к Баварии стало одной из причин, почему в 798 году верховная церковная власть над Сабионой была передана от Аквилеи Зальцбургскому архиепископству. В это время диоцез Сабионы (Сабена; нем. Säben) включал верховья Инна, а также долины Айзака и Пустера.

## Образование епископства Бриксен
После раздела империи Каролингов в 843 году Сабен отошёл к Восточно-франкскому королевству (будущая Германия). В 901 году германский король Людовик IV Дитя передал епископам Сабена владение Prichsna, на основе которого вскоре возник город Бриксен. К концу X века в Бриксене был воздвигнут величественный кафедральный собор, и епископ Альбуин I (967—1005) перенёс резиденцию епископа из Сабена в Бриксен.
Епископ Хартвиг (1020—1039) даровал Бриксену статус города и возвёл вокруг него стены. Географическое положение Бриксена было необычайно выгодным: он прикрывал с юга подступы к Бреннерскому перевалу — одному из немногих путей из Германии в Италию. Это обусловило особое отношение к епископам Бриксена германских императоров, заинтересованных в обеспечении беспрепятственного доступа в Италию, что стало особенно важным в годы борьбы за инвеституру. Стремясь привлечь Бриксен на свою сторону, императоры даровали епископам обширные земельные владения в Тироле и сопредельных землях. Так Конрад II передал Бриксену в 1027 году Нориталь, а Генрих IV в 1091 году — Пустерталь. Вскоре под властью епископов оказалась большая часть северного и часть южного Тироля.
В 1179 году император Фридрих I Барбаросса присвоил епископу Бриксена титул князя Священной Римской империи, который давал право на полный судебный иммунитет на территории его владений, свободу определения и взимания налогов, свободу ярмарок и торговли. В результате Бриксенское епископство превратилось в суверенное княжество, входившее на правах полноправного члена в Священную Римскую империю. Если в церковном отношении епископ всё ещё подчинялся Зальцбургу (назначение на пост епископа происходило только с согласия Зальцбургского архиепископа), то в отношении светской власти над жителями владений, находящихся в его непосредственной собственности, епископ Бриксена был полностью независимым государем, признававшим только сюзеренитет императора.
Благодаря земельным пожалованиям и особым привилегиям, предоставленным Бриксену императорами, епископы XI—XII веков всецело поддерживали последних в их борьбе за власть с Вельфами и папой римским. Особенно ярко эта ориентация проявилась во время правления епископа Алтвина (1049—1091), когда в Бриксене прошёл синод немецких епископов, который отрешил папу Григория VII от престола и провозгласил вместо него антипапу Климента III. Одновременно большое значение епископы уделяли внутренней колонизации территории Тироля и распространении христианства среди населения юго-восточной Германии. Благодаря основанию епископами монастырей в Каринтии и Крайна, они получили лены на землях этих княжеств (Крань, Блед).

## Упадок власти епископов
С XII века начался постепенный процесс падения власти епископов Бриксена. Во многом он объяснялся усилением папства после Вормсского конкордата 1122 года, однако главной причиной стал подъём светских феодалов Тироля. Сами епископы Бриксена активно передавали свои владения в управление, а затем и в наследственные лены местным аристократам для более эффективной эксплуатации земель и с целью поощрения приближённых дворян. Так долина Инна и Пустерталь уже в XI веке перешли под власть графов Андексских, которые в 1180 году получили титул герцогов Меранских. Долина Айзака и некоторые замки в верховьях Инна попали под контроль графов Тироля. Тирольское графство резко усилилось в первой половине XIII века, присоединив владения вымерших герцогов Меранских и став наследственными викариями епископа Бриксена в его тирольских землях. В результате бывшие владения Бриксена перешли под контроль светских феодалов, и епископ Бруно (1249—1288) уже не мог самостоятельно распоряжаться в номинально принадлежащих епископству землях.
Ослабление власти епископа продолжилось в XIV веке. В 1365 году Тирольское графство унаследовали Габсбурги, герцоги Австрии, Штирии и Каринтии. Опираясь на право викариата в епископских владениях, Фридрих IV Габсбург заставил князя-епископа Бриксена признать права Габсбургов на администрирование и сбор доходов с его земель. Габсбурги также поставили под свой контроль процедуру избрания епископа. Фактически был установлен австрийский протекторат над Бриксеном. Попытки некоторых епископов выйти из-под власти австрийской монархии были обречены на провал: так кардинал-епископ Бриксена Николай Кузанский (1450—1464), выступивший против герцога Сигизмунда Тирольского, был арестован и даже после отлучения герцога папой Николаем V продолжал находиться в тюрьме.

## Реформация и контрреформация

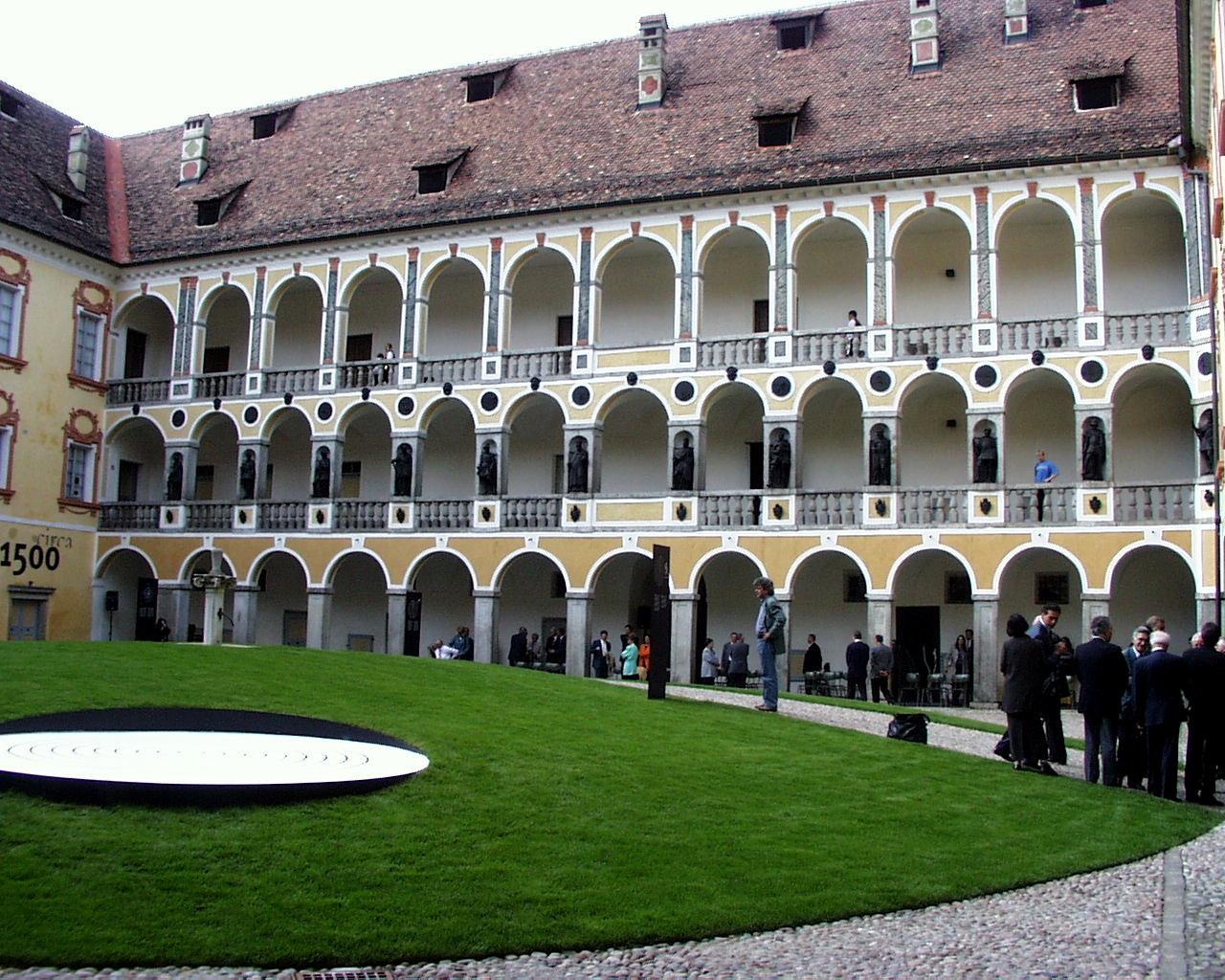
Епископский дворец, Бриксен

В период правления епископа Кристофера I фон Шрофенштейна (1509—1521) на земли, входящие в состав Бриксенского диоцеза, проникла Реформация. В 1525 году в Тироле вспыхнула Крестьянская война, и несколько монастырей и крепостей Бриксенского епископства были разрушены. Король Фердинанд I, правитель Тироля, пошёл на уступки восставшим и на сейме в Инсбруке удовлетворил некоторые из требований протестантов. Несмотря на то, что в 1532 году эти уступки были отменены, мятежи прекратились.
Во второй половине XVI века австрийские герцоги Тироля встали на путь Контрреформации. На территорию Бриксенского диоцеза были приглашены иезуиты, усилилась активность других католических орденов. Епископы Бриксена, особенно кардинал Андреас Австрийский (1591—1600) и Кристофер IV фон Шпаур (1601—1613) много сделали для пропаганды католического учения и искоренения протестантства. В 1607 году в Бриксене была основана семинария. Епископы активно занимались благотворительностью и просвещением, одновременно изгоняя лютеран и кальвинистов с территории своих владений.

## Новое время и секуляризация
Новый подъём религиозной жизни в диоцезе пришёлся на XVII—XVIII века. В этот период епископы основали несколько новых монастырей, церковных школ и других религиозных учреждений. В 1677 году был учреждён университет Инсбрука. Однако в сфере государственной администрации и светской власти епископов вся полнота власти перешла в руки Габсбургов. Это особенно остро проявилось при императоре Иосифе II, который проводил политику антиклерикализма и в массовом порядке упразднял монастыри. Тем не менее юридически Бриксен оставался независимым имперским княжеством и участвовал наравне со светскими государствами в заседаниях имперского рейхстага.
С началом Наполеоновских войн и захватом Францией в 1799—1801 годах левого берега Рейна встал вопрос о коренном реформировании Священной Римской империи и наделении монархов, лишившихся владений вследствие французских завоеваний, другими территориями в Германии. Регенсбургский рейхстаг 1803 года принял решение о секуляризации всех церковных княжеств в империи. Владения Бриксена были переданы Австрии, светская власть епископа была ликвидирована. Епископ сохранил лишь церковные функции и перестал быть независимым государем.

## Бриксенский диоцез в XIX веке
Церковный диоцез Бриксена к началу XIX века охватывал территорию Тироля (за исключением крайнего юга, относящегося к епископству Трента). В 1805 году, после очередного поражения австрийских армий в войне с Наполеоном, эти земли были переданы Баварии. Баварское правление ознаменовалось вмешательством центральной власти в дела церкви, резким повышением налогов и жёсткой административной системой, что вызвало крупное восстание в Тироле в 1809 году во главе с Андреасом Гофером. Однако лишь в 1814 году Тироль с Бриксеном был возварщён Австрийской империи. Согласно булле 2 мая 1818 года папы Пия VII, к церковной провинции Бриксена были отнесены Тироль и Форарльберг. Для Форарльберга было учреждено особое викариатство с центром в Фельдкирхе, подчинённое Бриксенскому епископу.

## Диоцез Боцен-Бриксен в XX веке

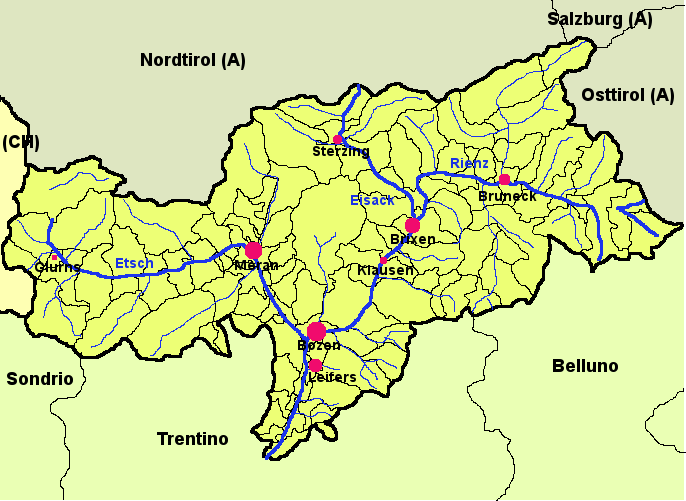
Карта диоцеза Боцен-Бриксен

После Первой мировой войны Южный Тироль, включая Бриксен, был передан Италии, тогда как большая часть подчинённых в церковном отношении Бриксену земель осталась на территории Австрии. В 1964 году была произведена реорганизация диоцезов альпийского региона. Было создано епископство Боцен-Бриксенское (Больцано—Брессаноне), включающее в себя территорию итальянской провинции Больцано, подчинённое архиепископу Трентскому. Австрийская часть Тироля была поделена между вновь созданными епископствами Инсбрука и Фельдкирха, входящими в церковную провинцию Зальцбурга.